# Рок-музика у Білорусі
Рок-музика у Білорусі (Білоруська рок-музика, Білоруський рок) розвивається з початку 1980-х. Найважливі гурти: Мроя (з 1994 – N.R.M.), Ляпис Трубецкой (з 2014 – Brutto), KRIWI, ТТ-34, Вераси, Акцент, ULIS, Neuro Dubel, Новае неба, BLAGI MAT!!!, Hair Peace Salon, Open Space, J:морс, Бонда і Крама.

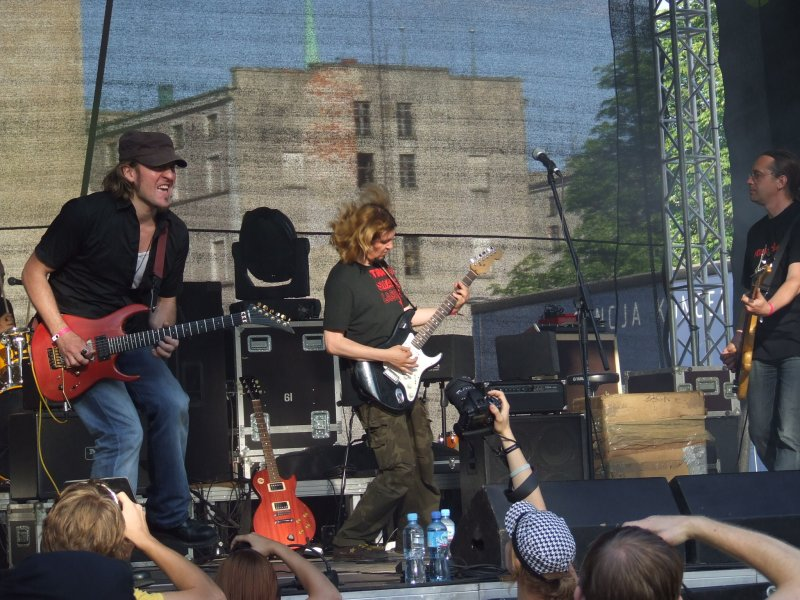
N.R.M. на концерті за свободу wRock, Вроцлав, 17 червня 2007

«Басовище» є найважливішим білоруським рок-фестивалем. Інші фестивалі «Право бути вільним» і «Рок-кола».

## Цензура
Є й інша сторона життя білоруського музиканта – цензура. Дослідники повідомляли в 2006 році, що "незалежна створення музики в Білорусі сьогодні стає все більш важким і ризикованим підприємством», і що білоруський уряд "тисне на «неофіційних» музикантів, в тому числі забороняє доступ на офіційні засоби масової інформації і нав'язує жорсткі обмеження на концерти".

## Відомі фестивалі
- Be Free (проводився в Україні)
- Басовище (проводився в Польщі)
- Маладзечна[be-x-old]
- Рок-кола[be]
- Рок за баброў[be-x-old]
- Слов'янський базар у Вітебську
- Солідарні з Білоруссю[pl]